# Cerebro de Heslington
El cerebro de Heslington es un cerebro humano de 2600 años de antigüedad encontrado excepcionalmente conservado dentro de un cráneo enterrado en una fosa en Heslington, Yorkshire, Inglaterra, por el York Archaeological Trust en 2008. Es el cerebro mejor conservado más antiguo jamás hallado. El cráneo que lo contenía fue descubierto durante una excavación arqueológica encargada por la Universidad de York en el sitio de su nuevo campus en las afueras de la ciudad de York. Se había descubierto que el área había sido una zona poblada permanente bien desarrollada entre 3000 y 2000 años atrás.
Un cierto número de objetos probablemente rituales fueron descubiertos depositados en varias fosas, incluyendo el cráneo, el cual había pertenecido a un hombre de en torno a treinta años. Había sido brutalmente golpeado en la cabeza, ahorcado y finalmente decapitado con un cuchillo y su cráneo parece haber sido enterrado inmediatamente. Faltaba el resto del cuerpo. A pesar de que no se conoce el motivo, todo apunta a un sacrificio humano o un asesinato ritual.
El cerebro fue encontrado mientras el cráneo era limpiado. Había sobrevivido a pesar de que el resto de tejidos había desaparecido hacía milenios. Después de ser extraído en el Hospital de York, el cerebro fue sometido a una amplia gama de exámenes médicos y forenses por la York Archaeological Trust que descubrieron que se mantenía extraordinariamente intacto, aunque había encogido a solo el 20% de su volumen original. Mostraba escasas señales de descomposición, aunque la mayoría de su material orgánico original se había modificado, debido a los cambios químicos durante la larga permanencia bajo tierra.
Según los arqueólogos y científicos que lo examinaron, el cerebro tiene una textura "resistente, similar al tofu". El cerebro de Heslington sobrevivió, precisamente, por el ambiente subterráneo y húmedo, que provocó que el ácido húmico preservante se filtrara rápidamente al interior del cráneo a través de la herida, permitiendo la conservación especialmente de las capas externas del órgano.

## Descubrimiento
El sitio donde el cerebro fue descubierto se encuentra a unos 3 kilómetros del sureste del centro de la ciudad de York, en el extremo este de la aldea de Heslington. Está situado en parte en la cresta de una antigua morrena glacial y en parte en la cuenca del valle de York. Hasta la construcción del Campus Heslington East de la Universidad de York en 2009, el sitio fue utilizado como terreno agrícola.
 
Los trabajos de reconocimiento y excavación, encargados por la universidad, comenzaron en 2003. Culminó con una excavación a gran escala llevada a cabo en 2007–08 por el York Archaeological Trust en una área de poco más de 8 hectáreas. Los arqueólogos descubrieron que el paisaje había sido habitado y cultivado durante miles de años. Se descubrieron restos de campos, edificios y caminos prehistóricos, datando de la Edad del Bronce a la Edad del Hierro, con vestigios de actividad anterior que se remontan a los periodos Mesolítico y Neolítico.
Durante la Edad del Hierro, el área parece haber sido el sitio de un poblamiento permanente. Los excavadores encontraron cimientos de casas circulares. Los habitantes al parecer luego se reubicaron durante el periodo romano a un sitio más arriba en la cresta, dejando el área de poblamiento de la Edad del Hierro volver a ser campos de cultivo.
Se encontraron alrededor de una docena de fosas con cierta cantidad de objetos rituales en varias de ellas. Algunas fosas habían sido agujereadas con una sola partición, pero otras estaban divididas en dos con adoquines de un tipo local de piedra. El cuerpo decapitado de un ciervo sin cabeza había sido depositado en un canal de drenaje y la cornamenta de otro ciervo fue descubierta enterrada en una zanja de la Edad del Hierro. En una fosa anegada, un cráneo humano – con la mandíbula inferior y las primeras dos vértebras cervicales todavía unidas– fue descubierto por el arqueólogo Jim Williams en agosto de 2008, boca abajo en el fondo de la fosa. Jim lo limpió y anotó pero tenía cita con el dentista esa tarde (para un empaste) y así la tarea de levantamiento del cráneo recayó en su colega y amigo Rupert Lotherington. El hallazgo se consideró inusual pero su verdadera importancia no sería descubierta hasta después de haber sido transportado, dentro de un bloque de tierra, al laboratorio de hallazgos del York Archaeological Trust. Mientras la oficial Rachel Cubitt lo limpiaba, notó que había algo suelto dentro del cráneo. Miró a través del foramen magnum y vio que contenía una "sustancia amarilla". Dijo más tarde que "eso refrescó mi memoria de una conferencia universitaria sobre la rara supervivencia de tejido cerebral antiguo ... como resultado le dimos al cráneo tratamiento de conservación especial y buscamos la opinión de un experto médico." El cráneo y su contenido se almacenaron en frío y fue examinado utilizando una amplia variedad de técnicas médicas y forenses.

## Análisis

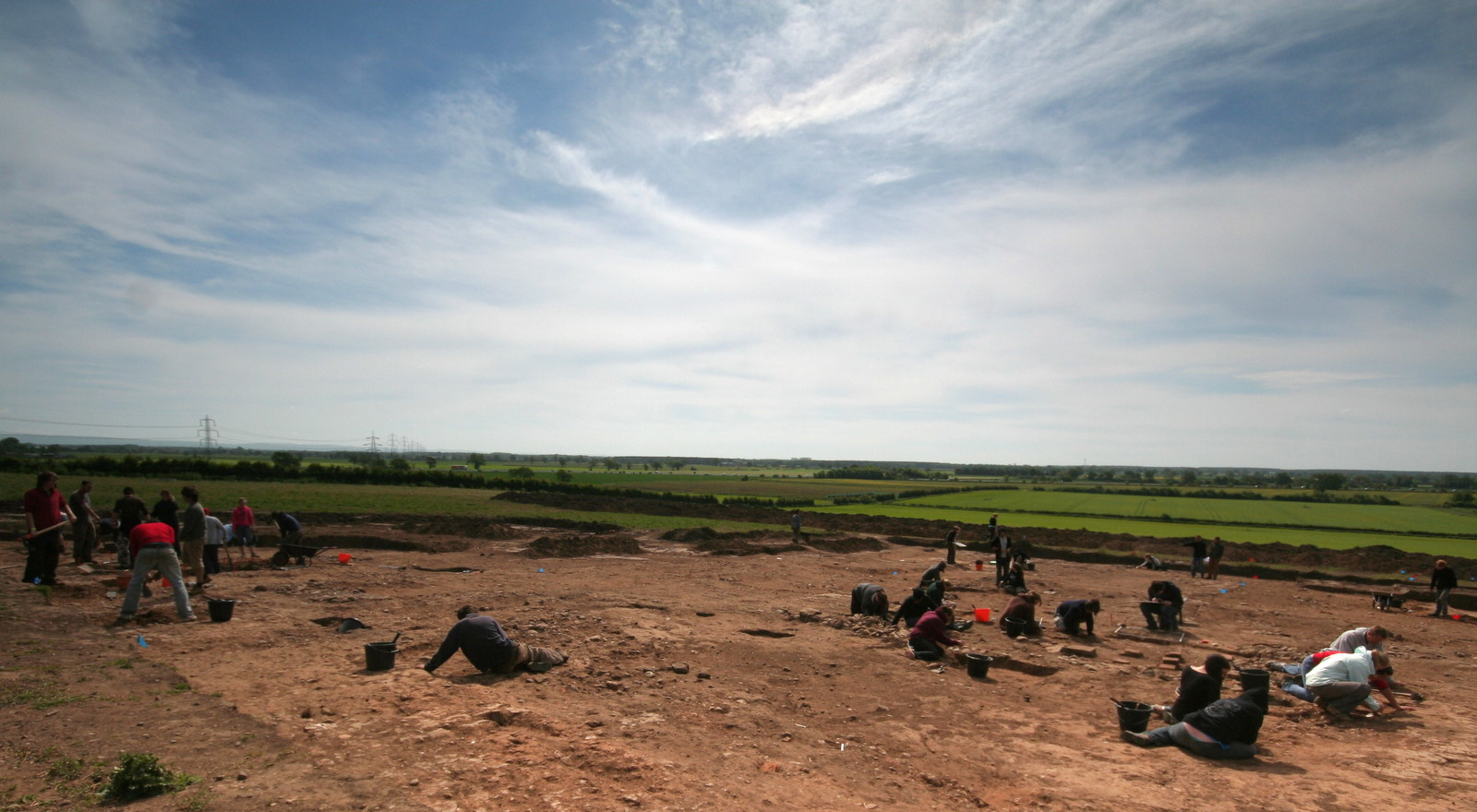
La excavación en Heslington East, mayo de 2008.

El cráneo descubierto pertenece a un hombre de unos treinta años al momento de la muerte. La datación mediante radiocarbono indicó que el hombre había muerto en algún momento entre el siglo VII a. C. y el siglo V a. C. (673–482 a. C.). Pertenecía al haplogrupo de ADN mitocondrial J1d, que no se había visto anteriormente en Gran Bretaña, ni en individuos vivos ni muertos. J1d ha sido identificado anteriormente en solo algunas personas de Toscana y Oriente Medio; pudo haber estado más ampliamente presente en Gran Bretaña antiguamente, y perderse debido a la deriva genética.
El fallecimiento se produjo por un traumatismo con fractura completa de la columna vertebral normalmente asociado con la muerte por ahorcamiento. Poco después su cabeza y las vértebras superiores habían sido separadas de su cuerpo, casi con precisión quirúrgica, utilizando un cuchillo de hoja fina y afilada. Aunque hay evidencias de otros sitios de "cabezas de trofeo" en el mundo celta de la Edad del Hierro, parece que la cabeza fue inmediatamente depositada en la fosa y quedó enterrada en el sedimento húmedo de grano fino del fondo. La razón para el asesinato es desconocida. El contexto arqueológico sugiere que el hombre fue muerto con propósitos rituales o de sacrificio, en un contexto que recuerda fuertemente el culto a las cabezas y la muerte triple celtas.
Una tomografía axial computarizada se llevó a cabo en el Hospital de York, donde el cráneo fue abierto y su contenido examinado. En su interior había varios fragmentos grandes del cerebro mezclados con sedimento. El cerebro había encogido a aproximadamente el 20% de su tamaño original, pero muchas de las características anatómicas eran todavía fácilmente identificables. Se encontraba extraordinariamente bien preservado y tenía pocas señales de descomposición aparte la presencia de algunas esporas bacterianas. Uno de los fragmentos mostraba claramente las circunvoluciones del lóbulo cerebral.
El descubrimiento de tal cerebro bien preservado es mucho más notable, considerando la fragilidad de todos los cerebros humanos después de la muerte. Incluso cuando es colocado en un entorno frío en el depósito de cadáveres, los cerebros se disuelven pronto. El alto contenido en lípidos del cerebro provoca que normalmente sea el primer órgano importante en deteriorarse. Los cerebros de la tripulación del submarino de la Guerra de Secesión H. L. Hunley fueron recuperados junto con sus esqueletos en el año 2000, y los cerebros también fueron encontrados entre los restos de los tripulantes del navío británico Mary Rose, pero en ambos casos los arqueólogos encontraron que se "licuaban en cuestión de minutos" a no ser que se preservaran inmediatamente en formaldehído. Los cerebros encontrados en entornos terrestres tienden a preservarse mejor, ya que el material superviviente tiende a tener una proporción más alta de material hidrófobo (que repele el agua) que en un cerebro fresco. Un factor común en los casos de cerebros bien conservados parece ser la existencia de un ambiente húmedo y anóxico.
La preservación del cerebro ha sido atribuida a varios factores. Primero, el suelo anegado y anóxico, del fango en que quedó la cabeza enterrada, aunque solo el cerebro, y no el resto de tejidos, sobrevivió, excepto leves trazas pegadas al cráneo. Segundo, el cerebro había experimentado cambios químicos inusuales a raíz de las condiciones de muerte y enterramiento. En contraste con otros cerebros encontrados, ninguna adipocira– una grasa que puede formarse durante el proceso natural de descomposición – fue detectada en el cerebro de Heslington, probablemente porque la cabeza fue separada del cuerpo antes de que el cerebro comenzara su descomposición. También hubo una disminución importante en la cantidad de proteínas y lípidos y su sustitución por ácidos grasos y otras sustancias producto de la degradación. Buena parte de la sustancia original del cerebro ha sido reemplazada por moléculas de hidrocarburos de cadena larga y alto peso molecular, hasta entonces no vistas. Según los arqueólogos que lo examinaron, el cerebro es "inodoro", con una "superficie lisa" y una "textura resistente, similar al tofu."
En tercer lugar, el cuerpo humano tiende a descomponerse de dentro a afuera, consumido por un enjambre de bacterias post mortem procedentes del tracto gastrointestinal que desde allí se diseminan por el cuerpo a través de la sangre. En este caso particular, la cabeza fue separada del tracto gastrointestinal y drenada de sangre, así que las bacterias intestinales no tuvieron oportunidad de contaminarlo. El mecanismo preciso por el que el cerebro de Heslington se preservó no estaba claro, y para arrojar luz sobre esta cuestión, los investigadores enterraron las cabezas de varios cerdos en y alrededor del campus para ver qué pasaba con ellas.
En un artículo publicado el 8 de enero de 2020 en la Royal Society Interface, Axel Petzold y su equipo realizaron estudios moleculares en una muestra del cerebro, e identificaron más de 800 proteínas. Algunas de estas proteínas estaban en buenas condiciones para provocar una respuesta inmunitaria. El equipo también descubrió que las proteínas se habían plegado en paquetes compactos más estables que los encontrados en cerebros vivos. Esto explica en buena parte cómo el cerebro de Heslington pudo evitar la descomposición, además del ambiente húmedo y anóxico en que el cráneo fue hallado que podría haber impedido la supervivencia de microorganismos aeróbicos, causantes de la putrefacción.